# Orta Əlinəzərli
Orta Əlinəzərli è un comune dell'Azerbaigian situato nel distretto di Beyləqan. Conta una popolazione di 1.060 abitanti.